# Registre national des délinquants sexuels
Pour les autres articles nationaux ou selon les autres juridictions, voir Fichier des auteurs d'infractions sexuelles.
Le  Registre national des délinquants sexuels est le registre national canadien des délinquants sexuels établi en vertu de la  Loi sur l’enregistrement de renseignements sur les délinquants sexuels. 
Le Code criminel du Canada établit des règles sur l'inscription au registre aux articles 490.011 et suivants. 
En octobre 2022, la Cour suprême du Canada a conclu dans l'arrêt R. c. Ndhlovu que l'inscription permanente au registre de délinquants qui présentent un risque de récidive faible ou nul viole les principes de justice fondamentale de l'article 7 de la Charte canadienne des droits et libertés et qu'elle n'est pas justifiée par l'article premier de la Charte. Cette décision a été rendue à une majorité de cinq juges contre quatre exprimant une opinion dissidente.